# Gerador de custo
Um gerador de custo é um fator de uma atividade que afeta o custo dessa atividade.
A abordagem do custeio baseado em atividades (CBA) procura relacionar os custos indiretos com as atividades que os provocam.
Em contraste, nos sistemas de custeio tradicionais considera-se que são os produtos, não as atividades, que consomem recursos.:170